# Romy Logsch
Romy Logsch (ur. 5 lutego 1982 w Riesa) – niemiecka bobsleistka, trzykrotna medalistka mistrzostw świata.

## Kariera
Pierwszy sukces w karierze Romy Logsch osiągnęła w 2007 roku, kiedy wspólnie z Sandrą Kiriasis wywalczyła złoty medal w dwójkach podczas mistrzostw świata w Sankt Moritz. Wynik ten powtórzyła z Kiriasis na mistrzostwach świata w Altenbergu w 2008 roku oraz z Cathleen Martini na mistrzostwach świata w Königssee trzy lata później. W 2010 roku wystartowała na igrzyskach olimpijskich w Vancouver, jednak jej osada nie ukończyła rywalizacji. Wielokrotnie stawała na podium w zawodach Pucharu Świata, w tym jedenaście razy zwyciężała.